# Mankind Is Obsolete
Pour les articles homonymes, voir Mankind (homonymie).
 (avril 2009).
Mankind Is Obsolete est un groupe de metal et rock industriel américain, originaire de Los Angeles, en Californie. Il est formé en 2002 par le batteur Jon Siren et la chanteuse Natasha Cox. Le recrutement des autres membres et les premiers pas du groupe attendirent cependant 2003. Les membres de Mankind Is Obsolete ou MKIO se définissent eux-mêmes comme un groupe de travailleurs acharnés partis de rien et n'hésitant pas pour se faire connaître à jouer devant des publics très restreints aussi bien que dans des grandes salles.

## Biographie

### Débuts etMetamorph(2001-2004)
En 2001, Jon Siren se joint au groupe de synthpop de Christopher Anton, Pseudocipher, alors que Natasha Cox et Gordon Bash sont membres du groupe Lotus Reign. Plus tard, Siren et Cox se rencontrent à la Musicians Institute de Los Angeles, et apprennent leurs goûts musicaux communs, car chacun d'entre eux portaient un t-shirt Sisters of Mercy,. Ils jouent dans un groupe de jazz, puis en 2002, Cox se joint aussi à Pseudocipher.
À la fin de 2002, Cox et Siren forment Mankind Is Obsolete. Avec Cox aux claviers, et Siren à la batterie, ils commencent l'enregistrement d'un premier EP, Metamorph, sans chanteur, avant l'arrivée de Natasha. Certains morceaux sont enregistrés à leur école, certains chez Siren avec ProTools, et certains chez Cox. En février 2003, un groupe live s'assemble avec Jamie Roy à la basse, Mark Nurre à la guitare et Nathan Trowbridge aux claviers. L'enregistrement et le mixage audio s'effectuent par Steven Seibold de Hate Dept. et Pigface, et Metamorph est publié en août 2003.

### Rise(2004-2006)
Cox et Siren se lancent dans des chansons pour leur futur album en 2004, et recrutent au début de 2005, Bash comme bassiste. Bash contribuera aussi à l'écriture et à la production de l'album. Pour l'album, le groupe tente de capturer la son acoustique des instruments en live. Pendant leurs tournées en 2005 où ils jouent au Goth Stock, Trowbridge quitte le groupe. Brian DiDomenico devient leur claviériste à la fin de 2005, juste à temps pour apparaitre dans le clip de la chanson Still Right Here, publié en février 2006. Cette année, le groupe tourne pendant neuf semaines en  Amérique du Nord en soutien à Rise.

### Trapped Inside(2006-2008)
À la fin de 2006, Scott Landes du groupe Collide et Babalon rejoignent le groupe comme second guitaristes ; ainsi le groupe devient un sextuor. Au printemps 2007, MKIO se sépare de Nurre et Bash pendant la préparation d'un troisième album avec Sylvia Massy et Jim Wood à la production aux RadioStar Studios de Weed, en Californie. Landes collaborait avec Massy au sein de Collide. L'album est enregistré en juillet et août 2007, et publié en septembre. Certains critiques trouvent qu'il s'agit de leur meilleur album en date, qui comprend un son très différent de Rise ; d'autres le trouve satisfaisant et enthousiasmant, mais pas plus surprenant que le précédent album,.
Après la sortie de Trapped Inside en septembre, MKIO embarque dans une tournée américaine d'un an. Bash reviendra en mars 2008 après le départ de D'Ambra. D'Ambra se sépare du groupe en bons termes après huit mois de service, dont six mois de tournée intense. Quelques mois plus tard, en fin de tournée, DiDomenico se sépare aussi du groupe.

### Activités annexes
Après la tournée Rise, les membres joueront occasionnellement avec d'autre groupes. DiDomenico et Siren forment le groupe live Dismantled pendant leur apparition au Wave-Gotik-Treffen en 2007 et Siren continue la batterie en live. Cox contribue à l'album d'Ikonoklast, The Dawn, en 2007. Après la tournée Trapped Inside, Landes et Siren rejoignent Kidneythieves. En 2009, Siren devient le batteur de Psyclon Nine pour l'enregistrement de We the Fallen et sa tournée connexe. Siren joue occasionnellement de la batterie pour ses anciens compères de Pseudocipher, le projet solo de Christopher Anton, et aussi pour un groupe de jazz appelé Magnolia Memoir. Bash, Cox, et Landes débutent dans le groupe alternatif Alice au début de 2010. Après leur tournée avec Android Lust en 2010, Landes commence à jouer de la guitare dans ce groupe. En 2011, Cox et Siren jouent dans le groupe industriel Inure et Cox rejoint Siren pour le Kinetik Festival en 2011.

### Möbius Loop(depuis 2010)
L'enregistrement des chansons du futur album, Möbius Loop, est lancé après la tournée en soutien à leur album Manic Recession à la fin de 2010, Siren et Landes ayant commencé avec les morceaux instrumentaux. À la préproduction de l'album, en 2012, ils sont nommés « ambassadeurs de musique virtuelle » en Iran, et jouent sans Siren en Algérie. En fin d'été 2012, la première moitié de l'album est terminée. 2013 verra l'enregistrement de la deuxième moitié de l'album. L'album est publié le 29 mai 2014, et comprend des morceaux de synthétiseurs de Christopher Jon d'Android Lust.

## Discographie

### Album remix
- 2010 : Manic Recession

### Participations
- 2005 : Livid Looking Glass Compilation No. 1 - chanson She
- 2007 : Fxxk the Mainstream Vol. 1 Box Set - chanson Still Right Here
- 2008 : Let There Be Life - chanson In this Ocean
- 2011 : Pale Blue Dot - chanson Picking at the Scab (Live Mix by Sylvia Massy)

### Bandes son
- 2008 : At Midnight - chanson Angel Disease[22]
- 2008 : The Virgin Murders - chanson She[23]
- 2009 : Promise - chansons Prayer, Troubled Dreams, Fading"[24]
- 2009 : Super Undead Doctor Roach(2009) - chansons She, Lies[25]
- 2010 : Amber Lake
- 2011 : Ratline - chansons Angel Disease, Passing Through[26]
- 2012 : Paranoia[27]